# لاتینوس

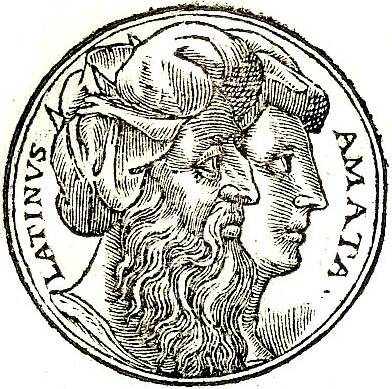
تصویری خیالی

در اساطیر رومی، لاتینوس (لاتین: Latinus) پادشاه قوم لاتینان ـ ساکنان لاتیوم، استان کنونی لاتسیوی ایتالیا ـ بود (این قوم تا پیش از تغییر نام دادن به «لاتینان» با نام «آبوریگینان» خوانده می‌شدند.) او را غالباً فرزند فائونوس (پدر) و یک نیمف به‌نام مارکیا (مادر) می‌دانند. وی پدر لاوینیا و، در نتیجه، پدرهمسر آینیاس بود. همسرش را آماتا می‌دانند. وقایع او در کتاب انه‌اید، اثر ویرژیل نقل شده‌اند. در دوران زندگی‌اش، دامادش آینیاس را همکار و نیز وارث تاج‌تختش کرد. او در جریان جنگی با روتولان و پادشاهشان تورنوس کشته شد و آینیاس جانشین او شد. (گفتنی است سبب این جنگ آن بود که تورنوس نامزد لاوینیا بود، یعنی قرار بود داماد لاتینوس بشود، اما چون لاتینوس دخترش را به آینیاس داد، تورنوس به‌خشم آمد و به جنگ او رفت.)